# Beijing Guozijian

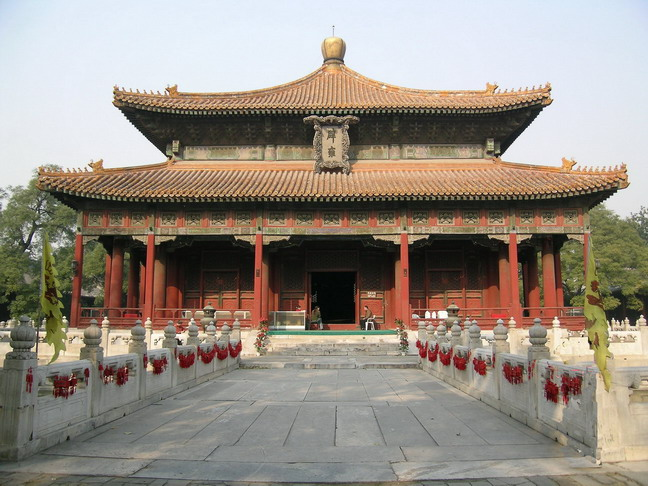
Große Biyong-Halle (Biyong dadian 辟雍大殿)

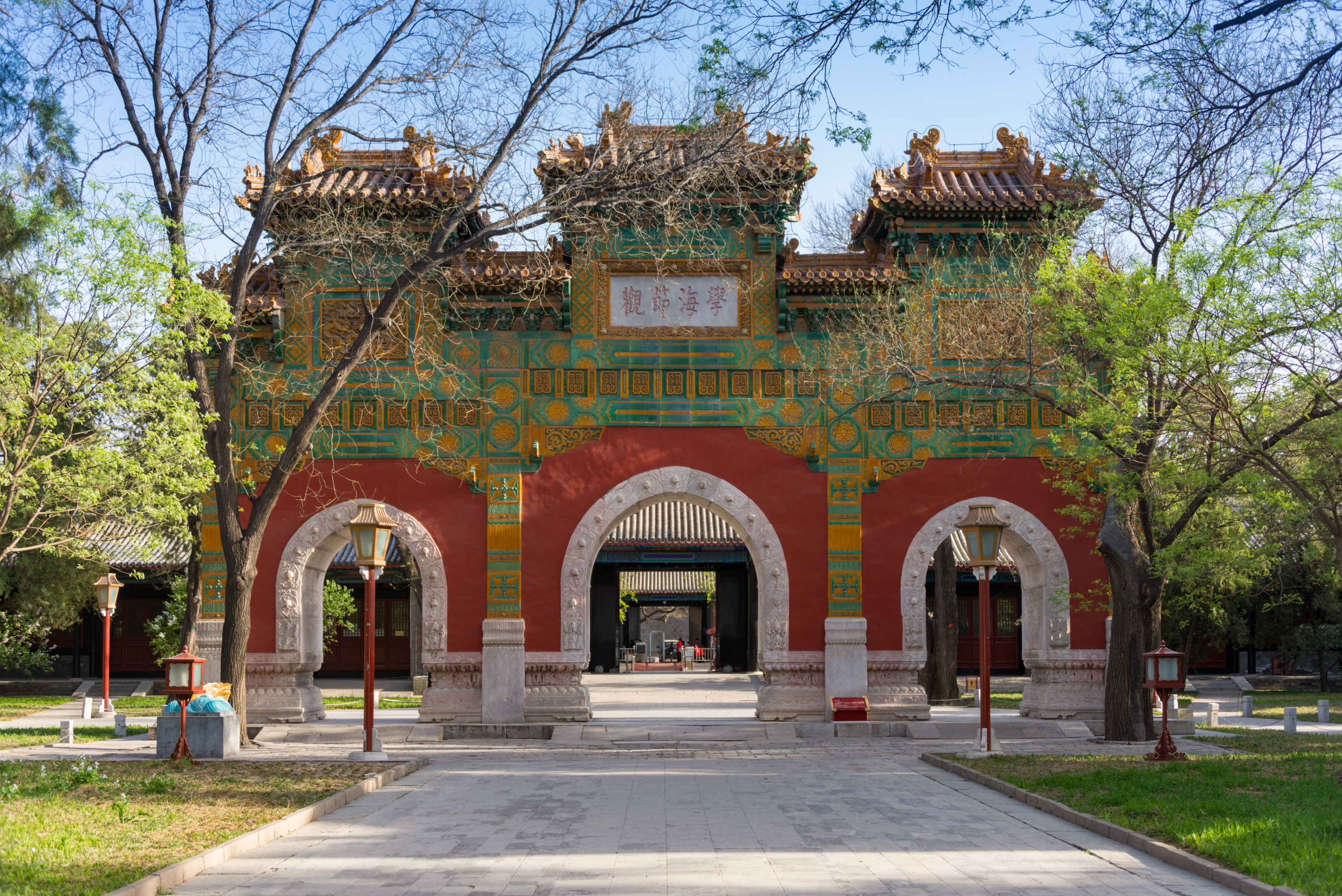
Paifang im Guozijian in Peking (westlich des Konfuzius-Tempels)

Die Pekinger Kaiserliche Akademie (chinesisch 北京國子監, Pinyin Běijīng Guózǐjiān) bzw. kurz Guozijian (國子監,  Guózǐjiàn, englisch Imperial College/Academy) war die wichtigste Hochschuleinrichtung im kaiserlichen China, die Menschen für die höchsten Staatsämter ausbildete. Heute ist sie ein Museum in Peking.

## Geschichte
Die Regierungsinstitution des Guozijian wurde 1306 gegründet und später mehrfach erweitert und umgebaut, so dass es heute eine Fläche von mehr als 10.000 Quadratmetern hat. Es befindet sich neben dem Pekinger Konfuziustempel und bildet mit diesem einen einzigen Museumskomplex. Die drei Hauptgebäude des Guozijian (die Hallen Biyong dadian 辟雍大殿, Yiluntang 彝伦堂 und Jingyiting 敬一亭) sind auf einer Nord-Süd-Achse angeordnet, östlich und westlich von ihnen befinden sich sechs Hallen.
Das Guozijian steht seit 1961 auf der nationalen chinesischen Denkmalsliste (1–113).

## Verschiedenes
In dem Video für den bekannten Feature Song Beijing huanying ni (chinesisch 北京欢迎你, Pinyin Běijīng huānyíng nǐ – „Peking heißt Dich willkommen!“) für den 100-Tage-Countdown der Olympischen Sommerspiele 2008 in Peking ist die Sängerin Gigi Leung (梁詠琪) dort am Ehrenbogen mit glasierten Steinen (Guozijian liuli paifang 国子监琉璃牌坊) zu sehen und später im Video der glasierte Torweg (liuli paifang 国子监琉璃牌坊) dort.